# 21e régiment d'infanterie légère
Le 21e régiment d'infanterie légère (21e léger) est un régiment d'infanterie légère de l'armée française créé sous la Révolution sous le nom de 21e bataillon de chasseurs.

En 1854, il est transformé et prend le nom de 96e régiment d'infanterie.

## Création et différentes dénominations
- 21 août 1792 :  Formation du bataillon franc de Muller (bataillon Suisse)
- 3 mai 1793 : renommé 21e bataillon de chasseurs.
- 31 mars 1794 : devient la 21e demi-brigade légère de première formation
- 26 février 1796 : transformé en 21e demi-brigade légère de deuxième formation
- 24 septembre 1803 : renommée 21e régiment d'infanterie légère.
- 12 mai 1814 : Le régiment est dissous.
- 6 septembre 1815 : Création de la légion royale étrangère
- 9 juin 1816 : devient la IIe légion de Hohenlohe
- 21 février 1821 : prend le nom de IIIe régiment de Hohenlohe
- 5 janvier 1831 : renommé 21e régiment d'infanterie légère
- En 1855, l'infanterie légère est transformée, et ses régiments sont convertis en unités d'infanterie de ligne, prenant les numéros de 76 à 100. Le 21e régiment d'infanterie légère prend le nom de 96e régiment d’infanterie de ligne.

## colonels/chef de brigade du21erégiment/brigade
- 10 octobre 1795 - 15 décembre 1796 : chef de brigade Louis Voix
- 26 février 1796 - 24 août 1796 : chef de brigade Claude François Gayet dit Chambry
- 24 août 1796 - 7 octobre 1798 : chef de brigade Antoine Joseph Robin
- 29 octobre 1798 - 27 avril 1801 : chef de brigade Georges Henri Eppler (*)
- 27 avril 1801 - 31 juillet 1806 : chef de brigade, puis colonel Jean-Joseph Tarayre
- 5 août 1806 - 1er mars 1807 : colonel Augustin Duhamel
- 28 mars 1807 - 30 mai 1813 : colonel Jacques Marie Martin-Lagarde
- 16 juillet 1813 - 12 mai 1814 : colonel François Monnot

## Historique du21eléger
3 pluviôse an VII (22 janvier 1799) : Bataille de Samanouth
En 1808, le régiment, rattaché au 5e corps de l'armée d'Espagne du maréchal Mortier, 2e division du général Gazan et 1re brigade du général Guérin participe à la campagne d'Espagne

## Sources et bibliographie
- Histoire de l'armée et de tous les régiments volume 4 par Adrien Pascal
- Nos 144 Régiments de Ligne par  Émile Ferdinand Mugnot de Lyden
- JB Bouvier : Historique du 96e régiment d'infanterie (et du 21e régiment d'infanterie légère)
- Les liens externes cités ci-dessous